# Alexander Iwanowitsch Tschernyschow

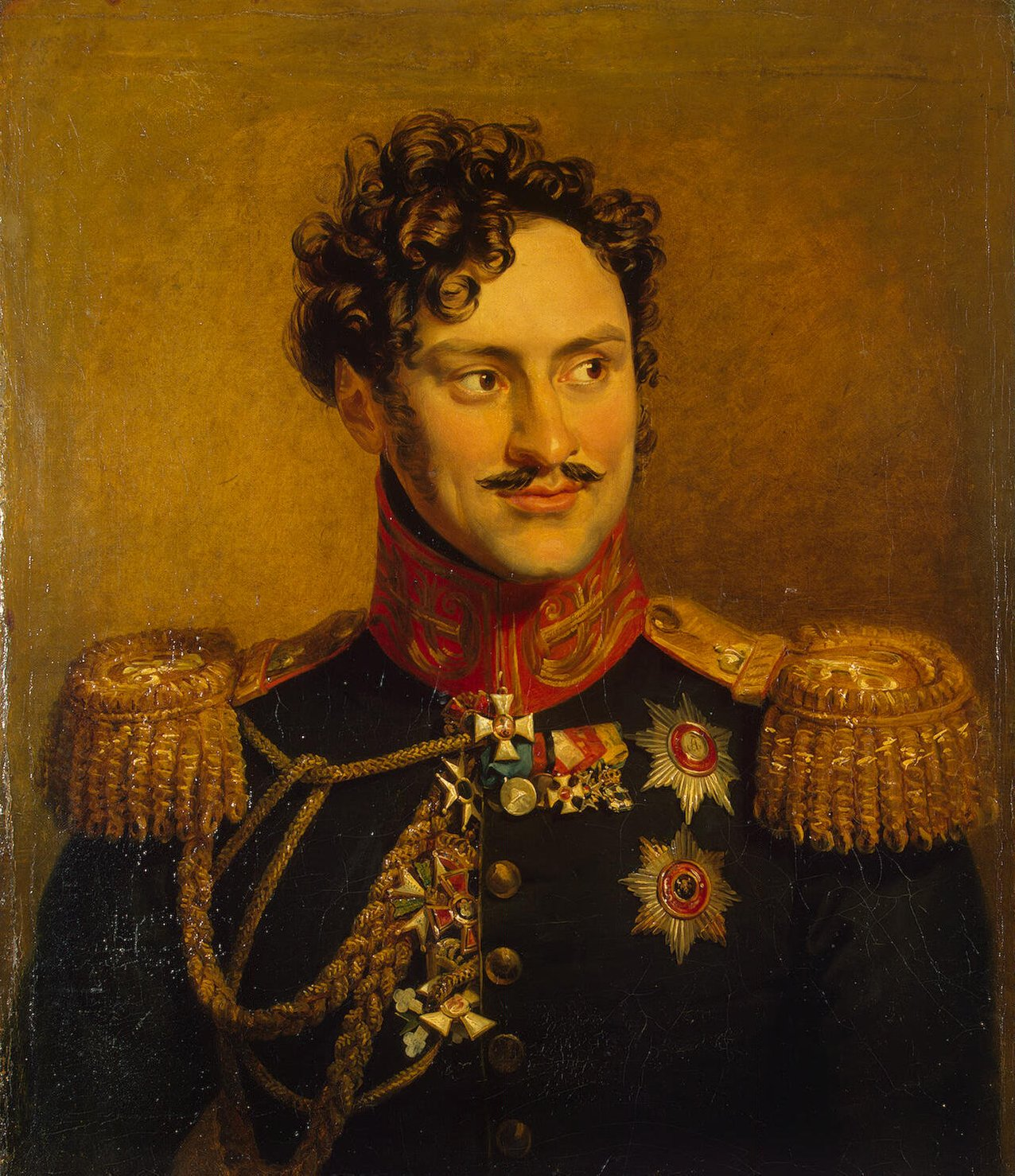
Alexander Iwanowitsch Tschernyschow, Porträt von George Dawe aus der Militärgalerie (Военная галерея) des Winterpalastes

Alexander Iwanowitsch Tschernyschow (auch: Czernicheff, Tschernitschew russisch Александр Иванович Чернышёв / Aleksandr Ivanovič Černyšëv; * 30. Dezember 1785jul. / 10. Januar 1786greg. in Moskau; † 8. Junijul. / 20. Juni 1857greg. in Castellammare di Stabia in Süditalien), Graf ab 1826, Fürst ab 1841, war ein russischer General, Diplomat und Staatsmann.
Er durchlief eine erfolgreiche militärische Laufbahn, in der er sich in den Napoleonischen Kriegen auszeichnete, aber auch sehr jung bereits wichtige diplomatische Aufgaben übernahm. Bei der Niederschlagung und Ausforschung des Dekabristen-Aufstandes im Dezember 1825 zeichnete er sich in den Augen des neuen Zaren Nikolaus aus und wurde daraufhin 1827 in den russischen Staatsrat, das höchste politische Organ Russlands seiner Zeit, berufen. Von 1828 bis 1852 war er faktisch russischer Kriegsminister. In dieser Position führte er bedeutende Reformen der Streitkräfte durch und verdoppelte ihre Friedensstärke.
Er nahm in seiner Amtszeit besonders starken Einfluss auf den Kaukasuskrieg (1817–1864). Ihm wird eine erhebliche Schuld an den schweren Verlusten der russischen Streitkräfte im Krimkrieg (1853 bis 1856) und dessen für Russland nachteiligen Ausgang gegeben. Den Höhepunkt seines politischen Einflusses erreichte er, als er Vorsitzender des Staatsrates wurde. Diese Position hatte er von 1848 bis 1856 inne.

## Herkunft und Familie
Tschernyschow war Sohn des russischen Generaladmirals Graf Iwan Grigorjewitsch Tschernyschow (1726–1797). Seine familiäre Herkunft bot ihm die besten Voraussetzungen für eine militärische Karriere. Sein Vater meldete ihn bereits nach der Geburt bei der Kaiserlichen Garde an und mit 13 Jahren trat er 1802 bei der Chevaliergarde ein. Seine Tochter Elisabeth Tschernyschowa (russisch Елизавета Александровна Чернышёва, * 11. Oktober 1826; † 11. Februar 1902) war in Paris Schülerin von Frédéric Chopin, der ihr 1841 sein Prélude cis-Moll op. 45 widmete. Sie heiratete am 11. Oktober 1846 den Generalleutnant Wladimir Barjatinski (1817–1875).

## Militärische Laufbahn und Wirken als Diplomat
Im September 1804 wurde Tschernyschow zum Lieutenant befördert. In diesem Range nahm er an den Schlachten von Wischau (Vyškov) und Austerlitz des Dritten Koalitionskrieges (1805) teil. Während des Vierten Koalitionskrieges (1806/07) kämpfte er bei Heilsberg und Friedland. Im Jahre 1808 sandte Zar Alexander I. Tschernyschow als persönlichen Boten zu Napoleon. Tschernyschow erreichte Napoleon in Bayonne, wo dieser mit Planung und Durchführung des Einfalls in Spanien beschäftigt war. Es gelang ihm, Napoleons Vertrauen zu gewinnen und eine direkte Verbindung zwischen diesem und dem Zaren herzustellen. Am Fünften Koalitionskrieg (1809) zwischen Frankreich und Österreich nahm er dann im Gefolge Napoleons in dessen Hauptquartier teil.
Im Oktober 1809 wurde er zum Rittmeister der russischen kaiserlichen Garde, im folgenden Jahr 1810 zum Oberst der Garde befördert. Von 1810 bis Ende 1811 diente er als Militärattaché Russlands in Paris. Dort gelang ihm erfolgreiche geheimdienstliche Tätigkeit. Als diese aufgedeckt wurde, durfte er auf ausdrückliche Anweisung Napoleons nicht mehr nach Paris zurückkehren. Zwischenzeitlich war es Tschernyschow gelungen, Kontakte zu Jean-Baptiste Bernadotte, dem späteren schwedischen König, und seiner Umgebung zu knüpfen. Es gelang Tschernyschow, die Neutralität Schwedens im Jahre 1812 während des napoleonischen Russland-Feldzuges zu sichern 
Während Napoleons Russlandfeldzug wurde Tschernyschow mehrfach als Kurier zwischen Zar Alexander und dem Oberbefehlshaber der russischen Truppen Fürst Kutusow verwendet. Im Oktober 1812 trat er in Erscheinung, als er mit einem kleinen Kontingent aus 7 Schwadronen regulärer Kavallerie, 3 Kosaken-Regimentern und einem Regiment Kalmücken, insgesamt 1800 Reiter, im Herzogtum Warschau französische und österreichische Depots zerstörte, sich aber bereits nach einer Woche wieder nach Russland zurückziehen musste, um der Verfolgung durch die Österreicher unter Fürst Schwarzenberg zu entkommen. Im November 1812 bewegte sich Tschernyschow mit seinen Reitern wieder hinter den feindlichen Linien, um eine Verbindung zu dem russischen Korps unter Wittgenstein herzustellen. Dabei gelang es ihm und seinen Männern, den gefangenen russischen General Ferdinand von Wintzingerode aus französischer Gefangenschaft zu befreien.
Noch im gleichen Jahre wurde Tschernyschow zum Generalmajor befördert, im November 1812 zum General-Adjutanten des Zaren ernannt.
Im Dezember 1812 und Januar 1813 zog Tschernyschow mit 11 Kosaken-, einem Baschkiren-Regiment und einer reitenden Batterie, insgesamt 2000 Reiter, bis Ostpreußen und bestand erfolgreich einige Gefechte mit den abziehenden französischen Truppen. Am 14. Februar 1813 drangen die ersten Kosaken in Königsberg ein, am 17. Februar 1813 vereinte Tschernyschow seine Reiter in Wriezen westlich der Oder, die noch zugefroren war, mit den Kosaken Tettenborns und Benckendorffs. Am 19. Februar 1813 erschienen diese 3000 Reitern bei Strausberg. Am 20. Februar 1813 besetzten sie Pankow und drangen unter Tettenborn in Berlin ein, wo sie einige französische Offiziere entführten und den ganzen Tag so erhebliche Unruhe stifteten, dass die französische Besatzung der Stadt bis zu ihrem freiwilligen Abzug unter Saint-Cyr am Morgen des 4. März 1813 auf der Straße bivakieren musste, um sich vor weiteren Überfällen zu schützen. Am 21. Februar 1813 zog sich Tschernyschow mit seinen Reitern nach Oranienburg zurück, von wo aus diese in der Umgebung Berlins für Unruhe sorgten.
Am 28. Mai 1813 überschritt Tschernyschow mit 1200 Reitern – überwiegend Kosaken – und 2 Kanonen bei Ferchland die Elbe nach Westen und traf bereits am 30. Mai 1813 vor Halberstadt ein, wo er einen westphälischen Nachschub-Transport mit Geschützen und Munition für die napoleonischen Truppen stellte. Nachdem es den Russen gelungen war, mehrere Pulverwagen der Gegner zur Explosion zu bringen, konnten sie in der darauffolgenden Verwirrung den gesamten Transportzug erobern und die Geschütze mit sich zurück über die Elbe bringen. Ein im Juni begonnener Versuch, zusammen mit General Michail Woronzow Leipzig zu besetzen, musste abgebrochen werden, da in der Zwischenzeit der Waffenstillstand vom 4. Juni 1813 abgeschlossen worden war. Aus seinem Quartier in Belzig konnten seine Kosaken durch ihr Eingreifen am 27. August 1813 die Schlacht bei Hagelberg zu Gunsten Preußens entscheiden.
Im September 1813 überschritt Tschernyschow bei Aken mit 2300 Reitern und 6 Geschützen die Elbe. Am 27. September erschien er abends in Helsa „Im weißen Roß“, der Bürgermeister beschreibt ihn als „schöne(n), kraftvolle(n) Mann“ und berichtet von durchziehenden „6000 Kosaken“, am 28. September 1813 stand er mit seiner Truppe vor Kassel, damals Hauptstadt des Königreichs Westphalen. Aber König Jérôme, Bruder Napoleons, hatte am Vorabend fluchtartig die Stadt verlassen. Eine kurze Beschießung Kassels reichte hin, um die verbliebenen französischen Truppen am 30. September 1813 zur Kapitulation zu bringen. Aber Anfang Oktober 1813 verließ Tschernyschow Kassel wieder und die Franzosen kehrten ebenso wie König Jérôme noch einmal zurück. Erst nach der Völkerschlacht bei Leipzig verließen sie Kassel endgültig.
Noch im gleichen Jahre 1813 wurde Tschernyschow zum Generalmajor befördert. Auch während des Winterfeldzuges 1814 der Befreiungskriege (1813–1814) zeichnete sich Tschernyschow als militärischer Führer kleiner, schneller Reiterverbände aus. So besetzte er als erster Soissons, dass er aber nach wenigen Tagen wieder aufgeben musste. Im März 1814 zum Generalleutnant befördert, begleitete Tschernyschow Zar Alexander I. in den Jahren 1814 und 1815 als Adjutant zum Wiener Kongress, später auch zum Aachener Kongress und zum Veroneser Kongress. Zwischenzeitlich wurde er zu mehreren diplomatischen Missionen verwendet.

## Wirken als Kriegsminister und Staatsratsvorsitzender
1819 wurde Tschernyschow in eine Kommission berufen, die die Reform von militärischer Struktur und Führung der Donkosaken zur Aufgabe hatte. Von 1821 bis 1835 hatte er den Vorsitz in dieser Kommission.
Als General führte er seit 1821 eine leichte Kavalleriedivision der kaiserlichen Garde. Seine Nähe zum kaiserlichen Hof ermöglichte es ihm, enge Beziehungen zum Bruder des Zaren, Nikolaus, einzugehen. Als 1825 Nikolaus seinem unerwartet verstorbenen Bruder Alexander als Zar Nikolaus I. nachfolgte, kam es im Dezember 1825 zum Dekabristenaufstand, der in kürzester Zeit blutig niedergeschlagen wurde. Tschernyschow wurde vom Zaren in den Strafgerichtshof berufen, der die Dekabristen aburteilte. Tschernyschow wurde damit mitverantwortlich für die große Zahl von Todes- und Verbannungsurteilen.
Der neue Zar belohnte Tschernyschow für dessen Treue und Dienstbarkeit: 1826 wurde Tschernyschow in den Grafenstand erhoben, 1827 zum General der Kavallerie ernannt und in den Staatsrat berufen. 1828 wurde Tschernyschow geschäftsführender Kriegsminister und dann von 1832 bis 1852 russischer Kriegsminister. Diese Position nutze Tschernyschow zu umfangreichen Änderungen im russischen Militärwesen. So wurde unter seiner Führung das erste Gesetzbuch für die russischen Streitkräfte verfasst. Bedeutender war aber, dass sich in den 20 Jahren unter Tschernyschow als Kriegsminister die Stärke der russischen Streitkräfte fast verdoppelte. Diese enorme Vergrößerung des Militärapparates wurde jedoch nicht von angemessenen Strukturanpassungen begleitet, insbesondere nicht in der Logistik und dem Sanitätswesen, noch wurde die Ausrüstung auf aktuellen Stand gebracht. In diesen Mängeln wird heute eine der Ursachen für das nachteilige Abschneiden der russischen Streitkräfte im Krimkrieg (1853–1856) gesehen, das folgerichtig zu einem erheblichen Teil Tschernyschow angelastet wird.
Tschernyschow nahm persönlich Einfluss auf Russlands Kriegsführung im Kaukasuskrieg (1817–1864) und trägt daher Mitverantwortung für die vielen Grausamkeiten dieses Krieges. 1841 wurde er von Zar Nikolaus I. mit der Fürstenwürde ausstattete. 1848 erreichte Tschernyschow den Höhepunkt seines politischen Einflusses, als er von Nikolaus I. zum Vorsitzenden des Staatsrates und des Ministerrates berufen wurde. Nach dem Tode Nikolaus I. im Jahre 1855 wurde Tschernyschow 1856 von dem neuen Zaren Alexander II. ehrenvoll aus dem Staatsrat entlassen. Von Krankheit gezeichnet zog sich Tschernyschow nach Süditalien zurück, wo er 1857 verstarb.